# 旌善警察署
旌善警察署（チョンソンけいさつしょ）は、江原地方警察庁所管の警察署である。

## 管轄区域
- 旌善郡

## 沿革
- 1945年10月21日 -　第2管区第6警察署発足
- 1948年8月15日 - 旌善警察署に改称

## 管轄地区隊
- 東部地区隊

## 管轄派出所
- 舍北派出所
- 餘糧派出所
- 画岩派出所
- 臨溪派出所
- 南面派出所
- 新東派出所
- 古汗派出所

## 管轄治安センター
- 北坪治安センター
- 咸白治安センター
- 広河治安センター